# 中新小熊属
中新小熊属（Miomaci，拉丁化希腊语：mio，缩写为“中新世”+匈牙利语：maci“小熊”）是匈牙利晚中新世时期的一种草食性大熊猫亚科印度熊族。目前仅发现牙齿和下颌骨化石，其表明它比其近亲印度熊属显著地小，后者体重可达到265.74公斤。
中新小熊属的化石遗骸只有一具个体的牙齿残骸，包括带有P3-M2的左上颌骨、左上犬齿、2颗左门齿、右M1、右M2、右p1、带有p3-m1的右下颌骨碎片，以及带有p1-p4、m1（分离）、m2-m3的左下颌骨。这些化石保存在匈牙利地质与地球物理研究所的地质博物馆中 。这些标本来自匈牙利魯道巴尼奧附近的Edelény地层，年代为晚中新世的瓦勒西亚阶。
该属的属名来源于“中新世”和匈牙利语中的“小熊”或“泰迪熊”一词。种加词“pannonicum”是拉丁语，意为“来自潘诺尼亚”，指化石发现地鲁达邦亚所在的古罗马行省。